# بوركو ميلينكوفيتش
بوركو ميلينكوفيتش هو لاعب كرة قدم صربي في مركز الدفاع، ولد في 7 أكتوبر 1984 في باراتشين في صربيا. لعب مع تيموك زاييتشار ونادي لاتشي ونادي ياغودينا.

## وصلات خارجية
- بوركو ميلينكوفيتش على موقع قاعدة بيانات كرة القدم.إي يو (الإنجليزية)
- بوركو ميلينكوفيتش على موقع Soccerway.com (الإنجليزية)